# Uno Sanli
Uno Sanli (* 5. Januar 1989) ist ein schwedischer Taekwondoin. Er startet in der Gewichtsklasse bis 58 Kilogramm.
Sanli bestritt seine ersten internationalen Titelkämpfe bei der Weltmeisterschaft 2009 in Kopenhagen, schied jedoch nach seinem zweiten Kampf frühzeitig aus. Sein bislang bestes Resultat erreichte er bei der Europameisterschaft 2012 in Manchester, wo er erst im Viertelfinale gegen Fırat Pozan ausschied.
Sanli gewann im Januar 2012 beim europäischen Olympiaqualifikationsturnier in Kasan den entscheidenden Kampf um den dritten Platz und sicherte sich einen Startplatz für die Olympischen Spiele 2012 in London, wo er auf den siebten Platz kam.